# San Miguel (Surigao del Sur)
San Miguel ist eine philippinische Stadtgemeinde in der Provinz Surigao del Sur. Sie hat 39.340 Einwohner (Zensus 1. August 2015). Der bedeutendste Bildungsträger der Gemeinde ist ein College der Surigao del Sur State University.

## Baranggays
San Miguel ist administrativ in 18 Baranggays unterteilt.
| - Bagyang - Baras - Bitaugan - Bolhoon - Calatngan - Carromata - Castillo - Libas Gua - Libas Sud | - Magroyong - Mahayag (Maitum) - Patong - Poblacion - Sagbayan - San Roque - Siagao - Tina - Umalag |